# Naoto Tobe
Naoto Tobe (戸邉 直人, Tobe Naoto, né le 31 mars 1992 à Noda) est un athlète japonais, spécialiste du saut en hauteur.

## Biographie
Il débute l'athlétisme à l'école primaire.
Après avoir atteint 2,08 m en 2007, il participe à sa première grande compétition internationale alors qu'il n'a que 16 ans, lors des Championnats du monde juniors à Bydgoszcz, le 13 juillet 2008. Il y termine 10e avec cette même hauteur, 2,08 m, alors que son record de saison était de 2,16 m.
Le 17 mai 2015, il franchit 2,29 m pour terminer 4e du meeting de Shanghai, mesure qui lui permet de faire partie des trois Japonais inscrits au saut en hauteur lors des Championnats du monde à Pékin et représente également le minima pour les Jeux olympiques de 2016, pour lesquels il n'est pas sélectionné à cause d'une blessure au tendon d'achille qui l'a empêché de réaliser une compétition en 2016.
Le 27 août 2018, Naoto Tobe remporte la médaille de bronze ex aequo avec Majd Eddine Ghazal aux Jeux asiatiques de Jakarta, avec 2,24 m, derrière Wang Yu (2,30 m) et Woo Sang-hyeok (2,28 m).
Le 2 février 2019, il remporte le meeting de Karlsruhe en établissant la nouvelle meilleure performance mondiale de l'année avec un record du Japon en salle à 2,35 m, améliorant son propre record personnel de 6 centimètres. Il s'impose ensuite à Banská Bystrica avec 2,33 m puis à Birmingham avec 2,29 m, avant d'échouer à 2,36 m.

## Palmarès
| Date | Compétition                        | Lieu                               | Résultat | Marque  |
| ---- | ---------------------------------- | ---------------------------------- | -------- | ------- |
| 2008 | Championnats du monde juniors      | Bydgoszcz                          | 10e      | 2,08 m  |
| 2009 | Jeux de l'Asie de l'Est            | Hong Kong                          | 4e       | 2,14 m  |
| 2010 | Championnats du monde juniors      | Moncton                            | 3e       | 2,21 m  |
| 2011 | Championnats d'Asie                | Kobe                               | 5e       | 2,21 m  |
| 2013 | Universiade                        | Kazan                              | 9e       | 2,20 m  |
| 2014 | Jeux asiatiques                    | Incheon                            | 5e       | 2,25 m  |
| 2017 | Circuit mondial en salle de l'IAAF | Circuit mondial en salle de l'IAAF | 2e       | détails |
| 2018 | Jeux asiatiques                    | Jakarta                            | 3e       | 2,24 m  |
| 2018 | Ligue de diamant                   | Ligue de diamant                   | 6e       | 2,26 m  |
| 2019 | Circuit mondial en salle de l'IAAF | Circuit mondial en salle de l'IAAF | 1er      | détails |
| 2019 | Championnats d'Asie                | Doha                               | 3e       | 2,26 m  |
| 2019 | Ligue de diamant                   | Ligue de diamant                   | 5e       | 2,27 m  |
| 2021 | Jeux olympiques                    | Tokyo                              | 13e      | 2,24 m  |

## Records
| Épreuve         | Épreuve   | Marque      | Lieu               | Date            |
| --------------- | --------- | ----------- | ------------------ | --------------- |
| Saut en hauteur | Plein air | 2,32 m      | Lignano Sabbiadoro | 11 juillet 2018 |
| Saut en hauteur | En salle  | 2,35 m (NR) | Karlsruhe          | 2 février 2019  |